# Isachne arundinacea
Isachne arundinacea là một loài thực vật có hoa trong họ Hòa thảo. Loài này được (Sw.) Griseb. mô tả khoa học đầu tiên năm 1864.